# مي يماني
مي يماني (1956 -)، أستاذة انثروبولوجيا وكاتبة سعودية.

## السيرة
ولدت في القاهرة لأم موصلية. والدها هو وزير البترول والثروة المعدنية السعودي سابقا أحمد بن زكي يماني. ذكرتْ مي في محاضرة لها في جامعة كولومبيا أنها فخورة بجذورها التي تعود إلى اليمن، ويدلّ على ذلك الاسم «يماني» الذي تنتسب إليه رغم أن المعلوم أن نسبة يماني إلى جد لها إسمه يمان ولكن الواضح أنها لا تعلم عن أصلها شي، درست في مرحلتها الابتدائية في بغداد وجدة. تعلمت الفرنسية في لوزان في سويسرا بين 1967-1975 ودرست بعدها في فيلادلفيا ومن ثم في اكسفورد حيث أصبحت أول سعودية تحصل دكتوراه في مجال الانثروبولوجيا.
عملت كمحاضرة في علم الإنسان وعلم الاجتماع في جامعة الملك عبد العزيز في جدة من سنة 1981 إلى سنة 1984. كما خدمت كزميلة باحثة في مركز القانون الإسلامي والشرق أوسطي في كلية الدراسات الشرقية والأفريقية في لندن (1992-2000) وشغلت أيضا منصب زميلة باحثة في برنامج الشرق الأوسط في شاتهام هاوس من سنة 1997 إلى سنة 2007.
تتحدث اليماني اللغة العربية والإنكليزية والفرنسية والأسبانية بطلاقة ولها إلمام بالفارسية والعبرية والإيطالية.

## أعمالها
- النسوية والإسلام : الناحيتين القانونية والأدبية (1996)
- سيادة القانون وحقوق الإنسان في الشرق الأوسط والعالم الإسلامي (2000)
- هويات متغيرة : تحديات الجيل الجديد في السعودية (2000)
- مهد الإسلام - الحجاز والبحث عن الهوية في المملكة العربية السعودية (2004)

## وصلات خارجية
- موقع مي يماني الرسمي